# Stralingsvrij staal

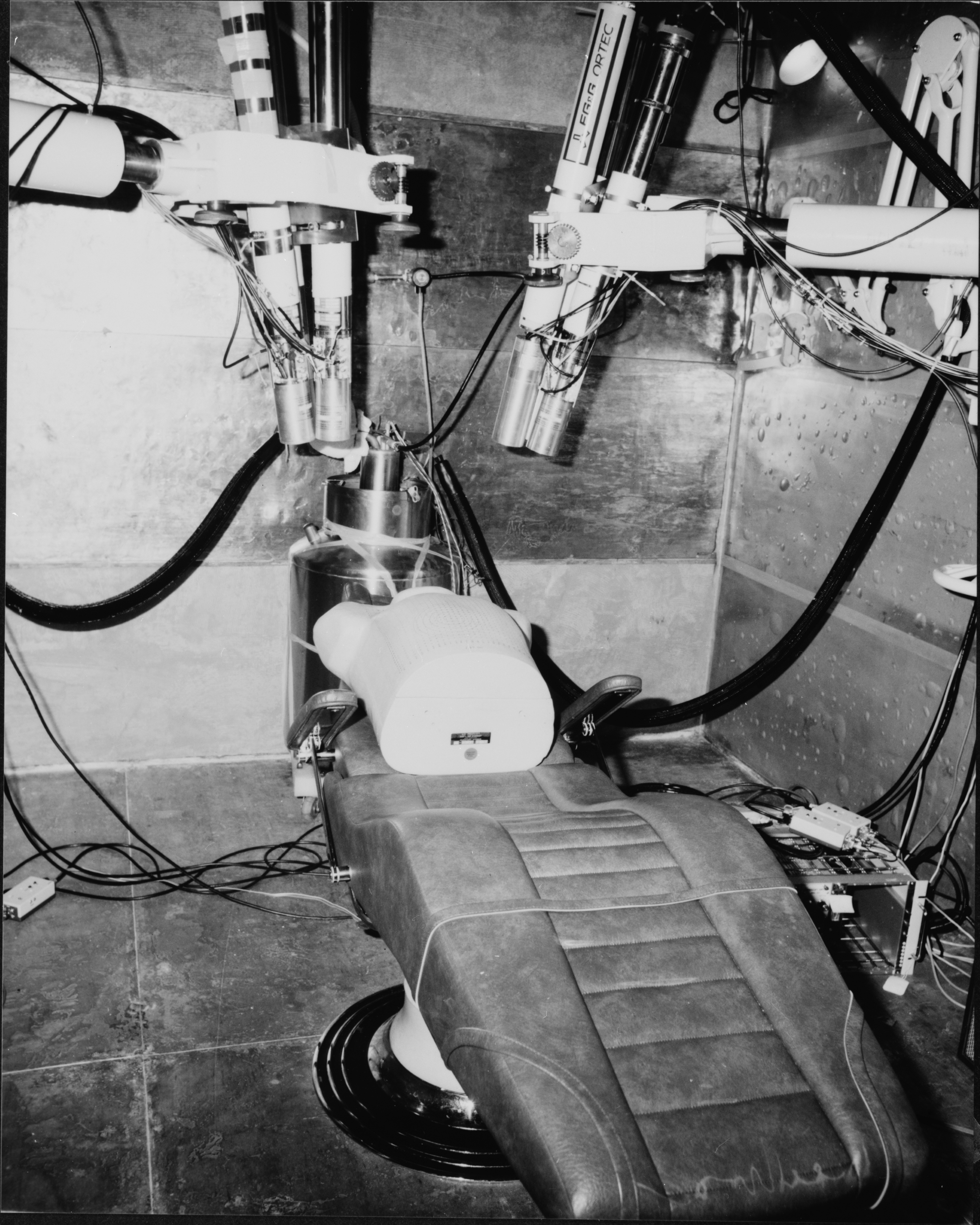
Een antropogammametriekamer in de Rocky Flats-fabriek in Denver die volledig is vervaardigd uit staal dat dateert van voor de Tweede Wereldoorlog

Stralingsvrij staal is eender welk staal geproduceerd voor de ontsteking van de eerste atoomwapens in de jaren 40 en 50 van de twintigste eeuw. Door de Trinity-test en de atoombommen op Hiroshima en Nagasaki in 1945 en de daaropvolgende nucleaire testen tijdens de vroege jaren van de Koude Oorlog is de achtergrondstraling op aarde gestegen. Hedendaags staal is vervuild met radionucliden doordat voor de productie gebruik wordt gemaakt van zuurstof uit de radioactief vervuilde atmosfeer. Stralingsvrij staal wordt zo genoemd omdat het niet vervuild is met zogenaamde radionucliden. Dit staal wordt gebruikt in apparatuur die in grote mate gevoelig is voor het detecteren van radionucliden.
Tegenwoordig zijn schepen die gebouwd zijn vóór de Trinity-test de voornaamste bron van stralingsvrij staal, zoals de gezonken Duitse vloot in Scapa Flow.

## Radionuclide-contaminatie
Van 1856 tot midden de twintigste eeuw werd staal geproduceerd volgens het bessemerprocedé, waarbij lucht uit de atmosfeer in bessemerconverters wordt gepompt om zo het ruwijzer tot staal te converteren. Halfweg de twintigste eeuw zijn veel staalfabrieken overgeschakeld op het oxystaalprocedé. Dit procedé maakt gebruik van zuivere zuurstof in plaats van lucht. Desalniettemin maken beide processen gebruik van een gas uit de atmosfeer dat vervuild kan zijn met radioactieve deeltjes zoals kobalt-60. Deze deeltjes maken het staal licht radioactief.
Het antropogene niveau van achtergrondstraling kende zijn hoogtepunt in 1963 met 0,11 mSv per jaar boven het natuurlijke niveau. In dat jaar werd de "Partial Nuclear Test Ban Treaty" uitgevaardigd. Hierna daalde het antropogene aandeel in de achtergrondstraling tot 0,005 mSv per jaar boven het natuurlijke niveau.
Kobalt-60 vervuilt echter nog altijd het hedendaags staal, doordat het gerecycled wordt van schroot. Het gaat tegenwoordig echter nog maar om kleine hoeveelheden, aangezien de halveringstijd van kobalt-60 maar 5,3 jaar is. Dit betekent dat staal geproduceerd in 1945 nog maar 0,04% van het originele concentratieniveau kobalt-60 bevat in 2022. Dit niveau is dan nog maar 0,2% in het staal van de laatste bovengrondse testen van 1975. Naarmate de tijd vordert, zal het nut van stralingsvrij staal vervagen tot een herinnering.

## Noodzakelijkheid
De volgende toestellen zijn voorbeelden van toestellen die stralingsvrij staal nodig hebben:
- geigertellers
- medische apparatuur: bijvoorbeeld voor antropogammametrie
- wetenschappelijke apparatuur: fotonica
- aeronautische en ruimtesensoren

Door het feit dat deze toestellen straling detecteren die afkomstig is van radioactive voorwerpen is er behoefte aan een heel laag niveau van straling van het toestel zelf voor optimale gevoeligheid.

## Grafschennis
Het feit dat schepen de voornaamste bron van dit soort staal zijn, en dat het staal steeds zeldzamer wordt door het gebruik ervan, heeft er voor gezorgd dat er illegale berging plaatsvindt van de schepen die gezonken zijn voor en tijdens de Tweede Wereldoorlog. In 2017 werd een Chinees schip, de Chuan Hong 68, aan de ketting gelegd toen het bezig was met het illegaal bergen van een Zweedse tanker voor de kust van Borneo. Volgens de lokale autoriteiten had het schip op dat moment al hetzelfde gedaan met vijf andere schepen toen het betrapt werd door de Indonesische marine.
Nederlandse, Japanse, Britse, Amerikaanse en Australische oorlogswrakken ondergingen hetzelfde lot. Volgens internationale wetgeving zijn die schepen oorlogsgraven voor de bemanningsleden en de illegale berging ervan zorgde voor onrust bij de nabestaanden. Het ministerie van Defensie van het Verenigd Koninkrijk eiste dat de Indonesische overheid de zeemansgraven in hun wateren beschermde.
Verdwenen Nederlandse schepen:
- Hr.Ms. De Ruyter
- Hr.Ms. Java
- Hr.Ms. Kortenaer
- Hr.Ms. O 16[7]
- Hr.Ms. K XVII

Verdwenen Britse schepen:
- HMS Exeter
- HMS Encounter
- HMS Electra
- HMS Repulse
- HMS Prince of Wales

Ook een van de dierbaarste schepen van Australië, de HMAS Perth, is bijna volledig verdwenen, getuigt James Hunter van het Australisch Nationaal Maritiem Museum.